# Jürgen Stohlmann
Jürgen Stohlmann (eigentlich Jürgen-Hinrich; * 24. April 1937 in Bielefeld; † 30. November 2011 in Schwelm) war ein deutscher mittellateinischer Philologe und Vorsitzender des Bergischen Geschichtsvereins BGV.

## Werdegang
Jürgen-Hinrich Stohlmann wurde in Ostwestfalen geboren. Sein Vater, der promovierte Politologe Heinrich Stohlmann, war dort Lehrer, später viele Jahre (1937–1968) Direktor der Handelsschule in Solingen.
Nach seinem Abitur am Gymnasium Schwertstraße Solingen studierte Jürgen Stohlmann an der Universität zu Köln, wo er 1968 promoviert wurde. Er lehrte im Bereich der Abteilung für Mittellateinische Philologie des Instituts für Altertumskunde an der Universität Köln. Von 1981 bis 1994 hatte er den Vorsitz der Solinger Abteilung des Bergischen Geschichtsvereins (BGV) inne und von 1994 bis 2008 den des Gesamtvereins. Stohlmann war Initiator und langjähriger Herausgeber der Solinger Vereinszeitschrift „Die Heimat“. Weiter geht auf seine Anregung der örtliche Denkmalschutzpreis zurück, der seit 1989 verliehen wird.
Stohlmann starb nach langer Krankheit 2011 nicht in seinem Wohnort Solingen, wurde aber auf dem Solinger evangelischen Friedhof an der Kasinostraße bestattet.

## Auszeichnungen und Ehrungen
- 1992:– Rheinlandtaler des Landschaftsverbands Rheinland für seinen Einsatz für den Denkmalschutz und für Kultur und Geschichte des Rheinlands[2]
- 2005:– Ehrenmitglied und Ehrenvorsitzender der Solinger Abteilung des Geschichtsvereins für sein besonderes Engagement als Initiator und langjähriger Herausgeber der Publikation „Die Heimat“[2]
- 2008:– Ehrenmitglied und Ehrenvorsitzender des Gesamtvereins anlässlich seines Ausscheidens aus dessen Vorsitz[1]

## Publikationen
- Anonymi Historia Troyana Daretis Frigii. Untersuchungen und kritische Ausgabe. Henn, Wuppertal 1969 (= Dissertation Universität Köln, 1968).
- als Hrsg.: Die Heimat. Beiträge zur Geschichte Solingens und des Bergischen Landes. Bergischer Geschichtsverein Abteilung Solingen, Heft 1 (1985) – Heft 16 (2000).
- Dr. Friedrich Hermann de Leuw (1792-1861) und die Augenheilkunde in seiner Zeit. In: Die Heimat. Bergischer Geschichtsverein Abteilung Solingen, Heft 10 (1994).
- Rudolf Hartkopf (1859-1944) – Sänger, Poet und Schöpfer des Bergischen Heimatliedes. In: Die Heimat. Bergischer Geschichtsverein Abteilung Solingen, Heft 11 (1995).
- „Ruhe ist die erste Bürgerpflicht“ – Gesang jedoch erlaubt. Ein Zeitbild der Anfangsjahre der Gräfrather Liedertafel. In: Die Heimat. Bergischer Geschichtsverein Abteilung Solingen, Heft 12 – 14 (1996 – 1998).
- 75 Jahre Abteilung Solingen e. V. des Bergischen Geschichtsvereins. In: Die Heimat. Bergischer Geschichtsverein Abteilung Solingen, Heft 16 (2000).
- als Mit-Hrsg.: ZBGV – Zeitschrift des Bergischen Geschichtsvereins e. V. Wuppertal. Band 98, Jahrgang 1997/98 (2000) – Band 100, Jahrgang 2002–2004 (2006).
- als Mit-Hrsg.: Mittellateinisches Jahrbuch, Internationale Zeitschrift für Mediävistik. Hiersemann, Stuttgart.